# Kamianka Nadbużna
Kamianka Nadbużna – w Polsce położona w województwie mazowieckim, w powiecie ostrowskim, w gminie Nur.
W latach 1975–1998 miejscowość administracyjnie należała do województwa łomżyńskiego.
Wierni Kościoła rzymskokatolickiego należą do parafii św. Jana Apostoła w Nurze.